# Ernst Hjertström

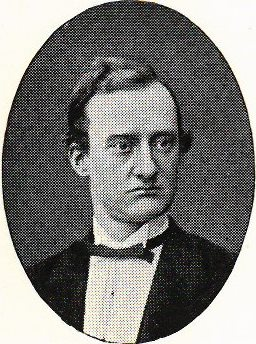
Ernst Hjertström

Ernst Johan Gustaf Hjertström, född 1 juli 1849 i Jönköping, död 13 mars 1902 i Stockholm, var en svensk psykiater.
Hjertström blev student vid Uppsala universitet 1867, medicine kandidat 1874, medicine licentiat 1879 och medicine doktor 1883. Han var biträdande läkare vid Uppsala hospital 1877–80, överläkare vid Härnösands hospital 1881–89 och medicinalråd i Medicinalstyrelsen 1889–90. Han blev extra ordinarie professor i psykiatri vid Karolinska institutet och överläkare vid Stockholms hospital 1890 (tillförordnad föregående år). Han blev inspektor vid Stockholms seminarium för utbildande av lärare för sinnesslöa 1898.